# Harder Darker Faster
Harder Darker Faster de Cradle of Filth est une édition Deluxe de l'album Thornography (2006) sorti le 5 février 2008. Elle inclut six nouveaux morceaux en plus des douze morceaux originaux.

## Pistes
| No  | Titre                                                    | Durée |
| --- | -------------------------------------------------------- | ----- |
| 1.  | Under Pregnant Skies She Comes Alive Like Miss Leviathan | 1:40  |
| 2.  | Dirge Inferno                                            | 4:53  |
| 3.  | Tonight in Flames                                        | 5:56  |
| 4.  | Libertina Grimm                                          | 5:51  |
| 5.  | The Byronic Man                                          | 5:03  |
| 6.  | I Am the Thorn                                           | 7:06  |
| 7.  | Cemetery and Sundown                                     | 5:37  |
| 8.  | Lovesick for Mina                                        | 7:00  |
| 9.  | The Foetus of a New Day Kicking                          | 3:43  |
| 10. | Rise of the Pentagram                                    | 7:02  |
| 11. | Under Huntress Moon                                      | 6:58  |
| 12. | Temptation (reprise du groupe Heaven 17)                 | 3:47  |
| 13. | Murder in The First                                      | 1:18  |
| 14. | The Snake-Eyed And The Venomous                          | 5:47  |
| 15. | Halloween III - Season Of The Bitch                      | 3:36  |
| 16. | Courting Baphomet                                        | 5:20  |
| 17. | Stay                                                     | 4:56  |
| 18. | Devil To The Metal                                       | 6:20  |

## Crédits
- Dani Filth - Chant
- Paul Allender - Guitare 1
- Charles Hedger - Guitare 2
- Dave Pybus - Basse
- Adrian Erlandsson - Batterie
- Rosie Smith - Clavier